# Aurich
Aurich è una città di 42 544 abitanti, della Bassa Sassonia, in Germania.
Capoluogo, nonché centro maggiore, del circondario (Landkreis) omonimo (targa AUR), Aurich si fregia del titolo di "Comune indipendente" (Selbständige Gemeinde).

## Gemellaggi[2]
- Appingedam